# Wolfach (miasto)

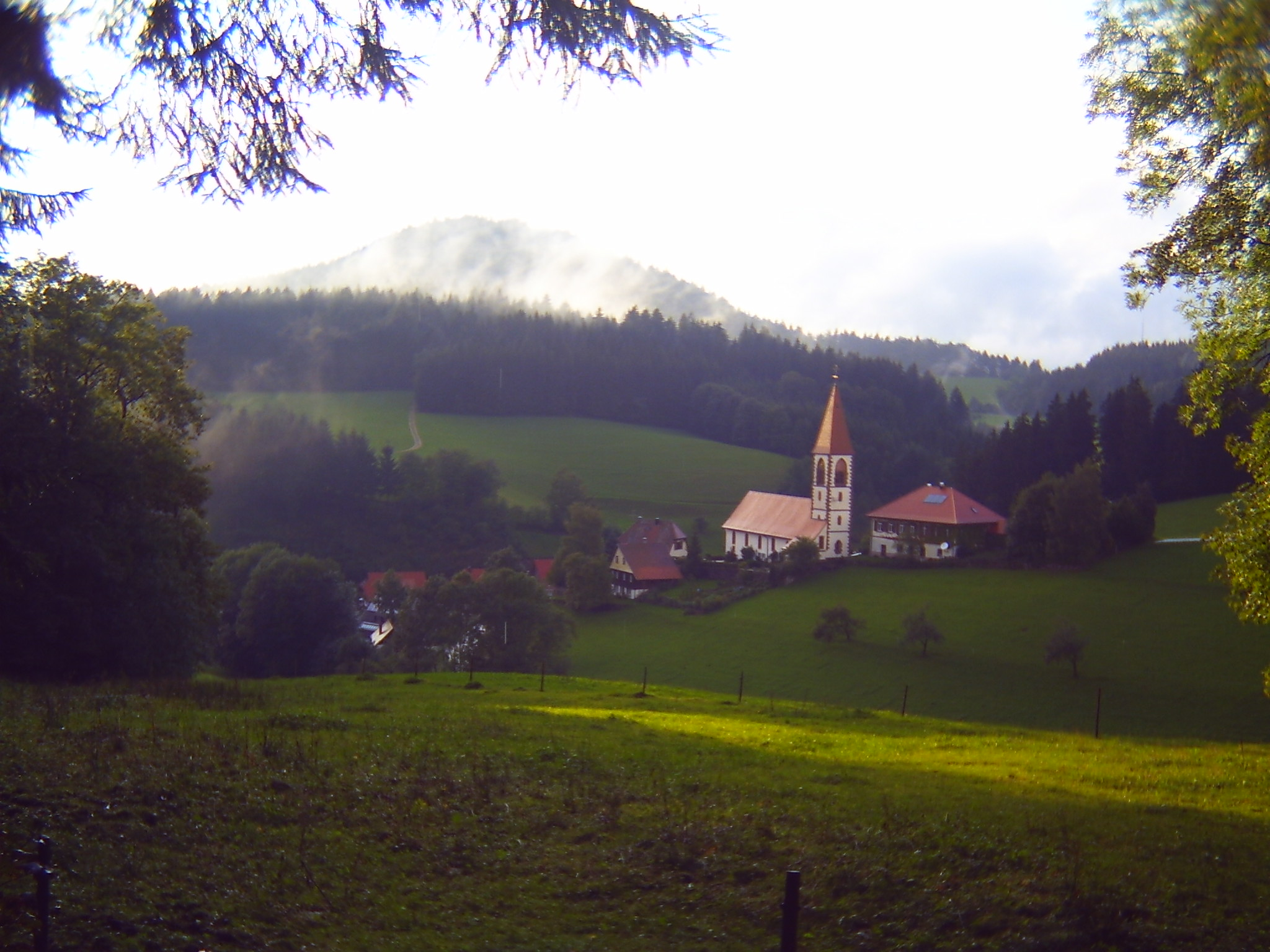
Osiedle St. Roman

Wolfach – miasto w Niemczech, w kraju związkowym Badenia-Wirtembergia, w rejencji Fryburg, w regionie Südlicher Oberrhein, w powiecie Ortenau, siedziba wspólnoty administracyjnej Wolfach. Leży w Schwarzwaldzie przy ujściu Wolfach do Kinzig, ok. 30 km na południowy wschód od Offenburga, przy drodze krajowej B294.

## Dzielnice
- Kirnbach
- Kinzigtal

## Współpraca
Miejscowości partnerskie:
- Cavalaire-sur-Mer, francja
- Kreuzlingen, Szwajcaria
- Richfield, Stany Zjednoczone